# ویولا آلبرتی
مری ویولا آلبرتی (به انگلیسی: Viola Alberti)(زاده ۱۰ ژوئیه ۱۸۷۱ - درگذشته ۸ مه ۱۹۵۷) بازیگر آمریکایی بود.فیلم صامت,به عنوان اولین بازیگر زنی که بازی کرد شناخته می‌شود,نقش بتسی تروت‌وود را در فیلم بازی کند - یعنی در نسخه ۱۹۱۱,دیوید کاپرفیلد (فیلم ۱۹۱۱).

## سالهای اولیه
او در لویستاون به دنیا آمد,پنسیلوانیا,به عنوان مری ویولا آلبرتی، دختر سوزان آن، با نام خانوادگی قبلی سیلز، (۱۸۳۹–۱۹۱۰) و جورج وتهولت آلبرتی (۱۸۳۹–۱۹۰۴)، ویراستار.

## شغلی
نقش‌های سینمایی آلبرتی شامل موارد زیر بود بانوی پانسیون در فیلم روز عروسی‌اش (۱۹۱۳)کورلا - کولی در فیلم شراب جنون(۱۹۱۳) دختر کولی در فیلم دختر و قاضی(۱۹۱۳) مادر دولورس در فیلم تصمیم دولورس(۱۹۱۳)کنتس فوسکو در در زن سفیدپوش (۱۹۱۲)زن اشرافی در پرونده مشهور (۱۹۱۲) خانم پریم در چرا تام تعهدنامه را امضا کرد (۱۹۱۲)در خانم آرابلا اسنیث (۱۹۱۲)همسر عرب در به سوی صحرا (۱۹۱۲)مریم در رام کردن مریم (۱۹۱۲)همسر در آزادی مشروط (۱۹۱۲)آمنارتیس، دختر فرعون در در کتاب «او» (۱۹۱۱)،و بتسی تروت‌وود در,دیوید کاپرفیلد (فیلم ۱۹۱۱)